# يوسي فاسارا
يوسي فاسارا (بالفنلندية: Jussi Vasara)‏ (14 مايو 1987 بهلسنكي في فنلندا - ) هو لاعب كرة قدم فنلندي في مركز الوسط. شارك مع منتخب فنلندا تحت 17 سنة لكرة القدم ومنتخب فنلندا تحت 19 سنة لكرة القدم ومنتخب فنلندا تحت 21 سنة لكرة القدم. أما مع النوادي، فقد لعب مع سينايوين يالكابالوكيرهو وهونكا وKlubi 04 ‏.

## وصلات خارجية
- يوسي فاسارا على موقع الاتحاد الأوربي (الإنجليزية)
- يوسي فاسارا على موقع قاعدة بيانات كرة القدم.إي يو (الإنجليزية)
- يوسي فاسارا على موقع ناشيونال فوتبول تيمز (الإنجليزية)
- يوسي فاسارا على موقع Soccerway.com (الإنجليزية)
- يوسي فاسارا على موقع عالم كرة القدم.نت (الإنجليزية)